# Tim Schenken

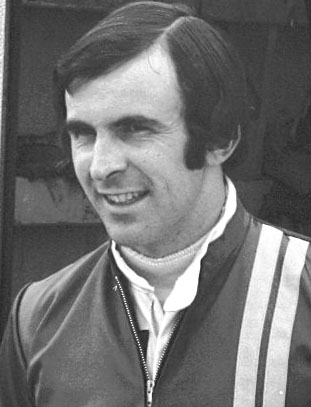
Tim Schenken

Timothy "Tim" Theodore Schenken (Sydney, 26 september 1943) is een voormalig autocoureur uit Australië. Tussen 1970 en 1974 nam hij deel aan 36 Grands Prix Formule 1 voor de teams Williams, Brabham, Surtees, Trojan en Team Lotus en scoorde hierin 1 podium en 7 WK-punten.